# Френк Райлі
Френк Райлі (англ. Frank Riley, при народженні Френк Вілберт Рілік (англ. Frank Wilbert Rhylick) 8 червня, 1915, Гіббінг, Міннесота — 24 квітня 1996) американський письменник фантаст, відомий як, переможець (в співавторстві з Марком Кліфтоном) другої премії Г'юго в категорії «найкращий роман».

## Біографія
Райлі народився в місті Гіббінг, Міннесота, виріс в місті Васау, Вісконсин, і закінчив коледж в місті Ріпон (Вісконсин). Після коледжу почав працювати репортером в газеті «Нью-Йорк Дейлі Ньюз», де він писав про події в Білому Домі. Під час Другої світової, Райлі служив в торгівельному флоті, а після війни переїхав до сім'ї в Мангеттен-Біч (Міннесота). Тут він і помер через ускладнення від інсульту. Мав сина Пітера і дочку Анну в шлюбі з дружиною Ельфрідою.
Після війни спочатку працював позаштатним репортером, згодом почав працювати редактором в «Лос-Анджелес Таймс», де також вів колонку про подорожі. Також він писав рекламу, сценарії, декілька науково-фантастичних творів і часто виступав на радіо. Часто подорожував разом з своєю дружиною, в 1976 році повторив експедицію Жуана Батіста де Анза, з Мехіко до Сан-Францизко, і на основі цієї подорожі написав книгу «De Anza's Trail Today.»

## Науково-фантастичні твори

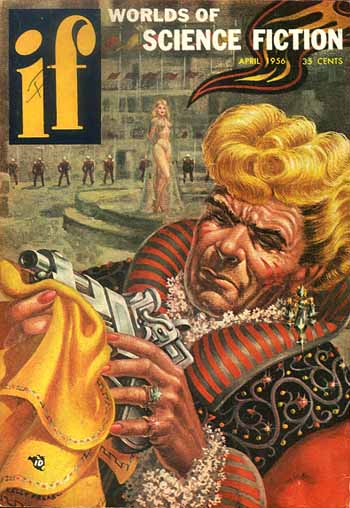
Оповідання «The Executioner» на обкладинці журналу «If», квітень 1956.

- 1954 — роман Їм б мати рацію (англ. They'd Rather Be Right, інша назва — The Forever Machine), в співавторстві з Марком Кліфтоном, виграв премію Г'юго в категорії «найкращий роман».;
- 1955 — оповідання The Cyber and Justice Holmes;
- 1955 — оповідання Bright Islands;
- 1956 — оповідання The Executioner;
- 1956 — оповідання Project Hi-Psi;
- 1957 — повість Abbr.;
- 1957 — коротка повість Eddie;
- 1958 — коротка повість A Question of Identity.
- 1962 — оповідання Wunderkälte